# بنای یادبود کارل مارکس
بنای یادبود کارل مارکس (آلمانی: Karl-Marx-Monument) یک مجسمه بلند ۷٫۱۰ متر (۲۳ فوت ۳ ۱⁄۲ اینچ) استیلز از سر کارل مارکس در کمنیتس، آلمان است. مجسمه سنگین، همراه با سکوی پایه، بیش از ۱۳ متر (۴۲ فوت) ارتفاع و وزن تقریبی ۴۰ تن دارد. روی دیواری درست در پشت بنای یادبود، عبارت «کارگران جهان، متحد شوید!» (از مانیفست کمونیست) به چهار زبان آلمانی، انگلیسی، فرانسوی و روسی نوشته شده‌است.
این مجسمه مشهورترین بنای تاریخی در شهر داخلی کمنیتس و همچنین دومین مجسمه بزرگ ، پس از ۶۰ سانتی‌متر بالاتر از سر لنین در اولان‌اوده، روسیه است. یک نام مستعار محلی معروف برای این بنای تاریخی وجود دارد: «نیشل»، که از عبارت آلمان مرکزی برای سر یا جمجمه گرفته شده‌است.

## تاریخچه
پس از تغییر نام شهر و ناحیه کمنیتس به کارل مارکس اشتاد در ۱۰ مه ۱۹۵۳ به مناسبت سال کارل مارکس، دولت آلمان شرقی تصمیم گرفت که نام شهر را گرامی بدارد و یک مجسمه‌ساز شوروی، لو کربل، را برای طراحی استخدام کرد. یک بنای تاریخی.
این بنای یادبود در ریخته‌گری هنر Monument Skulptura در لنینگراد برنز ریخته شد و سپس به ۹۵ قطعه تقسیم شد. در کارل مارکس اشتاد، این اقلام باید دوباره به هم جوش داده می‌شد، اما فناوری شوروی مناسب نبود. در عوض، تصمیم گرفته شد که کار را به VEB Germania منتقل کند. این بنای یادبود بر روی دوپایه با گرانیت Korninskij قرار دارد که نام آن از منطقه معدن در جنوب اوکراین گرفته شده‌است.
در ۹ اکتبر ۱۹۷۱، این بنای تاریخی در حضور جمعیتی در حدود ۲۵۰ هزار نفر در امتداد کارل مارکس آل (افتتاح شد) که در بین مردم «نیشلگاس» نامیده می‌شود.
به عنوان نقطه عطف شهر، در تعطیلات در جمهوری دموکراتیک آلمان به عنوان پس زمینه ای برای مسابقات و سایر رویدادهای جمعی خدمت می‌کرد. این بنای تاریخی حتی پس از اتحاد مجدد آلمان دست نخورده باقی ماند، هرچند تخریب پیشنهادی این بنای تاریخی هنگامی که کارل مارکس اشتاد به نام قبلی خود کمنیتز بازگشت، منجر به بحث شدیدی شد. در آن زمان بسیاری از شهرهای دیگر جهان علاقه‌ای به خرید این بنای تاریخی داشتند، در مورد فروش به کلن نیز بحث‌هایی شده‌است.